# X-ファイル シーズン11
『X-ファイル』のシーズン11（全10話）は2018年1月3日にFOXでの放送が始まり、2018年3月21日に放送が終了した。
シガレット・スモーキング・マンとスキナー副長官の過去を掘り下げるエピソードが存在すること、第3話がドッペルゲンガーを扱ったエピソードであることが明かされている。また、最終話がクリフハンガーで終了することも判明している。

## キャスト

### 続投キャスト
- デイヴィッド・ドゥカヴニー - フォックス・モルダー特別捜査官（小杉十郎太 / 風間杜夫）
- ジリアン・アンダーソン - ダナ・スカリー特別捜査官（相沢恵子 / 戸田恵子）
- ミッチ・ピレッジ - ウォルター・スキナーFBI副長官（島香裕）
- ウィリアム・B・デイヴィス - シガレット・スモーキング・マン（小島敏彦）
- アナベス・ギッシュ - モニカ・レイエス（佐々木優子）
- ディーン・ハグランド - リチャード・ラングリー（落合弘治）
- クリス・オーウェンズ - ジェフリー・スペンダー
- ローレン・アンブローズ - リズ・アインシュタイン捜査官（甲斐田裕子）
- ロビー・アメル - カイド・ミラー捜査官（川島得愛）
- ヴェロニカ・カートライト - カサンドラ・スペンダー

### 第1話ゲスト
- バーバラ・ハーシー - エリカ・プライス、謎の組織の代表者[4]。
- アンジャリ・ジェイ - ジョイエット医師
- A・C・ピーターソン - ミスターY
- ジェレミー・シュッツェ - 若い頃のシガレット・スモーキング・マン

### 第2話ゲスト
- バーバラ・ハーシー - エリカ・プライス
- サンドリン・ホルト - カレン・ハンビー博士

### 第3話ゲスト
- カリン・コノヴァル - ジュディ・ポンドストーン/チャック・ポンドストーン
- ベンジャミン・ウィルキンソン - ディーン・キャヴァリエ

### 第4話ゲスト
- ブライアン・ハスキー - レジナルド・マーガトロイド（レジー）
- スチュアート・マーゴリン - ゼイ博士

### 第5話ゲスト
- マイルズ・ロビンス - ジャクソン・ヴァン・デ・カンプ/ウィリアム（西森千豊）
- マデリーン・アーサー - サラ・ターナー（深田愛衣）
- サラ・ジェフリー - ブリアンナ・ステイプルトン
- ルイス・フェレイラ - コスタ刑事
- ベン・コットン - ミスター・ポールセン
- ザック・サンティアゴ - ミスター・グリーン
- フランソワ・チャウ - ピーター・ウォン

### 第6話以降のゲスト
- ハーレイ・ジョエル・オスメント - 青年期のジョン・ジェームズ/デイヴィー・ジェームズ

## 各話タイトル・あらすじ
- 第1話「闘争 Part.3」 - 監督・脚本：クリス・カーター[5]

物語はシガレット・スモーキング・マンが自らの歩みを回顧するシーンから始まる。彼の本名はカール・ゲルハルト・ブッシュ。半世紀近くにもわたって、エイリアンと政府の陰謀の中核を担い続けてきた男である。
- 第2話「死後」 - 監督・脚本：グレン・モーガン[5]

モルダーの自宅。彼とスカリーがソファーで眠りこけていると、突然、モルダーの携帯電話が振動し始めた。画面に映った映像は鮮明なものではなかったが、そこに映っていたのは10年以上前に亡くなったはずのリチャード・ラングリーの姿であった。当然、ラングリーを見た2人は仰天した。そうこうしているうちに、武装集団がモルダー邸に押し入ってきたため、2人は銃撃戦に巻き込まれることとなった。3人中2人を射殺したモルダーたちだったが、残り1人を取り逃がしてしまった。2人が一息つく暇もなく、敵の新手がやってきた。スカリーはスキナー副長官に救援を求めたが、彼はただ「降伏しなさい」と言うばかりであった。徹底抗戦する道を選んだ2人だったが、多勢に無勢であったためついに身柄を確保されてしまった。しかし、一瞬の隙を突いて脱走することに成功した。2人は森の中でスキナーに遭遇した。スキナーによると、2人を襲撃したのはロシアの息の根がかかった組織なのだという。
スキナーの協力で追っ手から逃れたモルダーとスカリーは、ラングリーの墓があるアーリントン墓地へと向かった。彼の墓石に刻まれた生没年日はでたらめだった上に、墓石も変な方向を向いていた。墓石の謎を解いた2人は同墓地内にあるディープ・スロートの墓に辿り着き、QRコードが記されたチップを発見した。その直後、2人はロシア人の男に襲撃されたが、難なく逃走することができた。
QRコードのデータから、モルダーとスカリーはニューヨークにある国家安全保障局の建物に辿り着いた。そこではタイタンポイントという極秘プロジェクトが進行しているのだという。2人はスキナーの助力を受けて、X-ファイルの電子アーカイブにアクセスしたが、そこにラングリーに関するファイルはなかった。ローン・ガンメンに関するファイルを調べたところ、カレン・ハンビーという人物が浮上してきた。ハンビーはローン・ガンメンが亡くなった際にラングリーの意識を電子空間にアップロードしたのだという。つまり、モルダーとスカリーにメッセージを送ってきたのはラングリー本人だったのである。ハンビーは2人に電子空間にアクセスする方法を教えようとしたが、そこに突入してきたロシアの暗殺者に射殺されてしまった。スカリーは暗殺者を殺すことに成功したが、謎は深まるばかりであった。
モルダーはハンビーが残したアルゴリズムを手掛かりにラングリーとコンタクトを取ることに成功した。ラングリーは電子空間の恐るべき姿を語り出した。
- 第3話「分身」 - 監督:ケヴィン・フックス、脚本：クリス・カーター[5]

とある田舎町のバーで、酒に酔った青年が自分と全く同じ姿の人間を見かける。青年は慌ててバーから逃げ出すが、車を運転中に、助手席に現れた自分の分身に掴みかかられ事故を起こしてしまう。　捜査に来たモルダーとスカリーは、この町で似たような「自分の分身に遭遇する」という奇怪な事件が相次いでいることを知る。だが、そうこうしているうちに分身を見たという青年（冒頭の人物）が留置場で首を吊って死亡してしまった。　捜査が進むにつれて、「分身」の事について何か知っているらしい女性の存在が明らかになるが、彼女は精神異常と診断され、精神病棟に入院していた…。
- 第4話「失われた記憶」 - 監督・脚本：ダリン・モーガン[5]

スカリーにディナーを断られたモルダーは、謎の人物から地下駐車場に呼び出された。そこにいたのはレジーと名乗る男で、彼はモルダーのことをよく知っているのだという。レジーは「誰かが僕の存在を社会から消滅させようとしている」とモルダーに訴えてきた。当初、モルダーは荒唐無稽なレジーの話をまともに聞いていなかったが、レジーがモルダーの子供時代の思い出を何故か知っていたため、彼の主張に耳を傾けざるを得なくなった。しかも、レジーはスカリーの好物を知っていたのである。モルダーはマンデラ効果によってレジーに関する記憶を失った可能性を疑っていた。
レジーの話が進むに連れて、モルダーとスカリーはさらに驚かされることとなった。レジーは1993年の段階でモルダーと共にX-ファイルの捜査に当たっており、スカリーがモルダーと初めて会ったときに、モルダーのオフィスにいたのだという。その後、レジーはモルダーとスカリーと共に数々の超常現象に立ち向かったのだと主張したが、2人にそんな記憶はなかった。
- 第5話「グーリー」 - 監督・脚本：ジェームズ・ウォン[5]

ある日の真夜中、サラ・ターナーとブリアナ・ステイプルトンは放置された船の中を駆け回っていた。2人はお互いの存在を把握していたが、「この船にいるのは人間ではない。グーリーだ」と思い込んでいた。パニック状態に陥ったブリアナが船内を走り回っていると、腐った床板が抜けて下の階へ転落してしまった。転落した場所にはサラがいた。2人の目には相手がグーリーに見えており、錯乱状態のままナイフで切りつけ合った。
その頃、スカリーは暗闇の中で目を覚ました。そこは見知らぬ人の家であった。スカリーは家から脱出しようとしたが、何度扉を出入りしても同じ部屋に入ってしまうのだった。スカリーは混乱したが、それらは全て夢の中の出来事であった。スカリーの話を聞いたモルダーは金縛りの可能性を疑った。その後、2人はサラとブリアナの一件を捜査することになった。捜査中、スカリーは自分を見つめている男性がいることに気が付いたが、ちょっと目を離した隙に姿を消した。
モルダーとスカリーはグーリーがネット上の都市伝説に登場する怪物であることを突き止めた。サラとブリアナから事件のことを聞き出した2人はジャクソン・ヴァン・デ・カンプという青年の存在を知った。ヴァン・デ・カンプはウィリアムが養子に出された家と同じ名字であった。2人はヴァン・デ・カンプ家を訪れたが、その家はスカリーが夢で見た家にそっくりであった。2発の銃声を耳にした2人が家の中に突入すると、そこには男女の遺体があった。2階から銃声が聞こえたため、スカリーが急行すると、そこにはジャクソンの遺体があった。ジャクソンの部屋には、スカリーが夢の中で見たスノーグローブがあった。
スカリーはジャクソンの遺体を目の前にして過去の決断を後悔し、命を救えなかったことを涙ながらに謝罪した。スカリーが退室した後、ジャクソンは突如起き上がってそのまま脱走した。その後、病院の待合室で仮眠を取っていたスカリーはまたしても同じ夢を見ていた。ジャクソンの遺体が消えたことを知ったスカリーは病院の外に出るが、事件現場で自分を見つめていた男性に遭遇した。別れ際、その男性は「大きな視野を持ち続けるように」とスカリーに言った。
やがて、この事件は国防総省の陰謀が絡んだ一大事件であることが判明する。
- 第6話「子猫」 - 監督：キャロル・バンカー、脚本：ゲイブ・ロッター

ベトナム戦争中のとある戦場で、兵士たちに極秘の任務が言い渡される。木箱に入ったあるものを、近くの舞台に運べというものだ。絶対に箱を開けるなと言われた兵士たちだったが、箱の輸送中に、敵の銃撃によって箱に穴が空いてしまう。部隊員が散り散りになっていく中、箱を守っているのはもはや二人だけとなっていた。痩せた眼鏡の男と、太った若い男だ。眼鏡の男が敵の攻撃を防いでいる間に、太った方の兵士が、近くの民家に箱を運び込んだ。一時休憩だ。　だが、一息ついた彼の目に信じられない物が映る。頭から角が生えた化け物が、家の中に入ってきたのだ。彼は堪らず銃を発射した。一方、外で交戦していた眼鏡の男は、戦友が入っていった民家の中から銃声がするのを聞き、急いで家の中に突入した。そこには、怯える家人に銃を向ける太った男の姿があった。驚きながらも、眼鏡の兵士は彼に呼び掛けた。「落ち着け！俺だ！スキナーだ！」眼鏡の男は、後にFBI副長官となり、モルダーとスカリーの上司になるウォルター・スキナーだったのだ。そして現在に話が戻る。出勤してきたモルダーとスカリーは、スキナーが行方不明になっていることを知り、スキナーのアパートへ向かう。そこには、人間の耳が入ったスキナー宛の郵便物があった。その郵便がベトナム戦争の帰還兵が多く住む町から送られてきたものだと知った二人はその町へ向かうが、そこではモンスターによる殺人事件の話が持ち上がっていた…。
- 第7話「フォロワー」 - 監督：グレン・モーガン、脚本：クリステン・クローク、シャノン・ハンブリン

レジの会計、車の運転、宅配などのあらゆるサービスがAIによって自動化された社会。モルダーとスカリーは、もはや店員すら必要としない完全自動化された寿司屋を訪れるが、そこでAIがもたらす弊害に翻弄されてしまう。
- 第8話「親しき者」 - 監督：ホリー・デイル、脚本：ベンジャミン・ヴァン・アレン

コネチカット州の小さな町で、幼い子供が突如失踪し、森で無惨な遺体となって発見された。当初、被害者は狼等の野生動物に襲われたと見られていたが、スカリーの捜査により人間の犯行である可能性が高まる。また被害者の失踪時には、なぜかその近辺で人気子供番組のマスコットキャラクターが目撃されていたことも判明した。そんな中、地元警察は小児性犯罪の前科がある男を特定し、家宅捜索を開始。男の自宅からは例のマスコットキャラクターの衣装が発見されたため、警察は彼が犯人で間違いないと確信する。しかしモルダーは、この事件にはさらに何か裏があると感じていた。
- 第9話「必衰」 - 監督：ジェームズ・ワン、脚本：カレン・ニールセン

- 第10話「闘争 Part.4」 - 監督・脚本：クリス・カーター

## 製作
2015年5月26日、デヴィッド・ドゥカヴニーは『エンターテインメント・ウィークリー』におけるインタビューで、ミニシリーズをもってしてシリーズ全体の完結となるわけではないと述べている。2016年1月、クリス・カーターは「もし視聴率が好調であったならば、続編製作の話が出るのは間違いないね。」と発言した。また、FOXテレビジョングループのCEOであるゲイリー・ニューマンは「私とダナ・ウォルデン（FOXテレビジョングループの会長）はリブート版の継続があり得ると考えている。」「もう1回『X-ファイル』に取り組んでみたい。スケジュールの調整ができたなら、製作を開始するつもりだ。」と述べた。さらに、第1話放送前に行われたインタビューで、ドゥカヴニーとアンダーソン、ウォルデンの3名がシーズン11製作への意欲を語った。
シーズン10最終話「闘争 Part.2」がクリフハンガーで終わったこともあって、続編製作への期待は高まった。5月8日、カーターはダリン・モーガン、ローレン・アンブローズ、ロビー・アメルの3名も続編の製作に加わってほしいと述べた。16日、ウォルデンはシーズン11の製作に向けてカーター、ドゥカヴニー、アンダーソンのスケジュール調整の段階に入ったことを発表した。8月8日、ウォルデンはシーズン11を「フルシーズンで製作するつもりはないが、8話から10話のエピソード数で発注する予定である」と述べた。
2017年1月12日、クリス・カーターは「FOXがシーズン10を上回るエピソード数でシーズン11を製作するように依頼してきた」と述べた。4月21日、FOXはシーズン11の製作を正式に発表し、ドゥカヴニーとアンダーソンが出演契約にサインしたことと全10エピソードが製作される予定であることを明らかにした。4月30日、『デン・オブ・ギーク』のインタビューの中で、ヴィンス・ギリガンは「多忙のためにシーズン11の製作には参加できない可能性が高いし、オファー自体も来ていない」と述べた。5月2日には、シーズン11の舞台がシーズン10の2年後の世界になるとの報道があった。6月15日、グレン・モーガン、ダリン・モーガン、ジェームズ・ウォンの3名が脚本家としてシーズン11の製作に参加すると報じられた。26日、ゲイブ・ロッター、ベンジャミン・ヴァン・アレン、ブラッド・フォーマーの3名が新しく脚本家として起用されると報じられた。また、ヴィンス・ギリガンとフランク・スポットニッツの不参加も正式に発表された。29日、アンダーソンが自身のTwitterで新シーズンに女性監督を起用するよう求めた。7月20日、シーズン11にミッチ・ピレッジが出演すると正式に発表された。
8月5日、一昨年のかつら騒動を踏まえ、アンダーソンがTwitterにシーズン11で着用する赤髪のかつらの画像を自発的に投稿した。6日、シーズン5と6でカサンドラ・スペンダーを演じたヴェロニカ・カートライトが再び同役を演じることになったと報じられた。8日、シーズン11全10話中、ミソロジー系のエピソードは2話のみになるという発表があった。これはシーズン10の「闘争 Part.1」及び「闘争 Part.2」が酷評される一方で、残り4話の単発エピソードが絶賛されたことを受けての措置である。9日、アナベス・ギッシュが自身のTwitterでシーズン11に出演することになったと発表した。15日、ロビー・アメルとローレン・アンブローズが続投し、バーバラ・ハーシーがゲスト出演することになったと報じられた。25日、ディーン・ハグランドが自身のInstagramでシーズン11に出演することを明らかにした。9月20日、ブライアン・ハスキーがゲスト出演するとTwitter上で明かされた。22日、シーズン4「ホーム」でピーコック夫人を演じたことで知られているカリン・コノヴァルがシーズン11で複数の役を演じるとの報道があった。10月31日、ハーレイ・ジョエル・オスメントがシーズン11にゲスト出演すると報じられた。
なお、ドゥカヴニーにもエピソードの脚本や演出に携わる意欲があったが、今回は俳優としてのみの参加となった。また、カーターはドゲット捜査官を主題としたエピソードの脚本を執筆していたが、ロバート・パトリックのスケジュールが合わなかったため、その脚本は没になってしまった。

### 撮影
2017年8月、バンクーバーでの撮影が始まった。シーズン11の撮影にあたり、FOXは関係者が撮影に関することをツイートすることを禁じ、シーズン11の詳細がネット上に流失することを回避しようとした。しかし、SNS上には、ファンが撮影中のスタッフ・俳優を撮影した写真が次々投稿されている。22日、アンダーソンがセットでセルフィーを撮影し、それを自身のTwitterで公開した。9月15日、撮影中にクマが出現し現場が騒然となったが、怪我人は出なかった。

### マーケティング
2017年9月6日、FOXはマーク・スノウ作曲のOPテーマを使用したシーズン11のプロモーションビデオの公募を開始した。応募作の中でも特に出来が良かったものはテレビCMとして使用される可能性があるという。なお、応募資格はアメリカ在住者に限定されている。10月8日、ニューヨークで開催されるコミコンで、シーズン11の予告編が初めて公開された。

### 余談
2017年8月19日、スキナー副長官役のミッチ・ピレッジが撮影現場で撮影したドゥカヴニーの愛犬、ブリック君の写真を自身のTwitterに投稿したところ、想定外の注目を集めた。その人気のためにブリック君のTwitterアカウントが作成され、出演者やスタッフ及びファンとやり取りしている。
本シーズンの芸術スタッフとして、ジリアンの娘であるパイパー・マルが参加している。また、第2話「This」には、アンダーソンの息子2人（オスカーとフィリックス）がエキストラとして出演した。

### アンダーソンの降板
2018年1月1日、ジリアン・アンダーソンがシーズン11を最後にスカリー役を引退する意向であると報じられた。クリス・カーターは「アンダーソン抜きで『X-ファイル』を続行することは考えられません」と述べているが、シリーズを続行するためのアイデアがあることは認めている。また、デヴィッド・ドゥカヴニーも同様の反応を示している。